# Habrosyne
Habrosyne är ett släkte av fjärilar som beskrevs av Jacob Hübner 1821. Habrosyne ingår i familjen sikelvingar.

## Bildgalleri

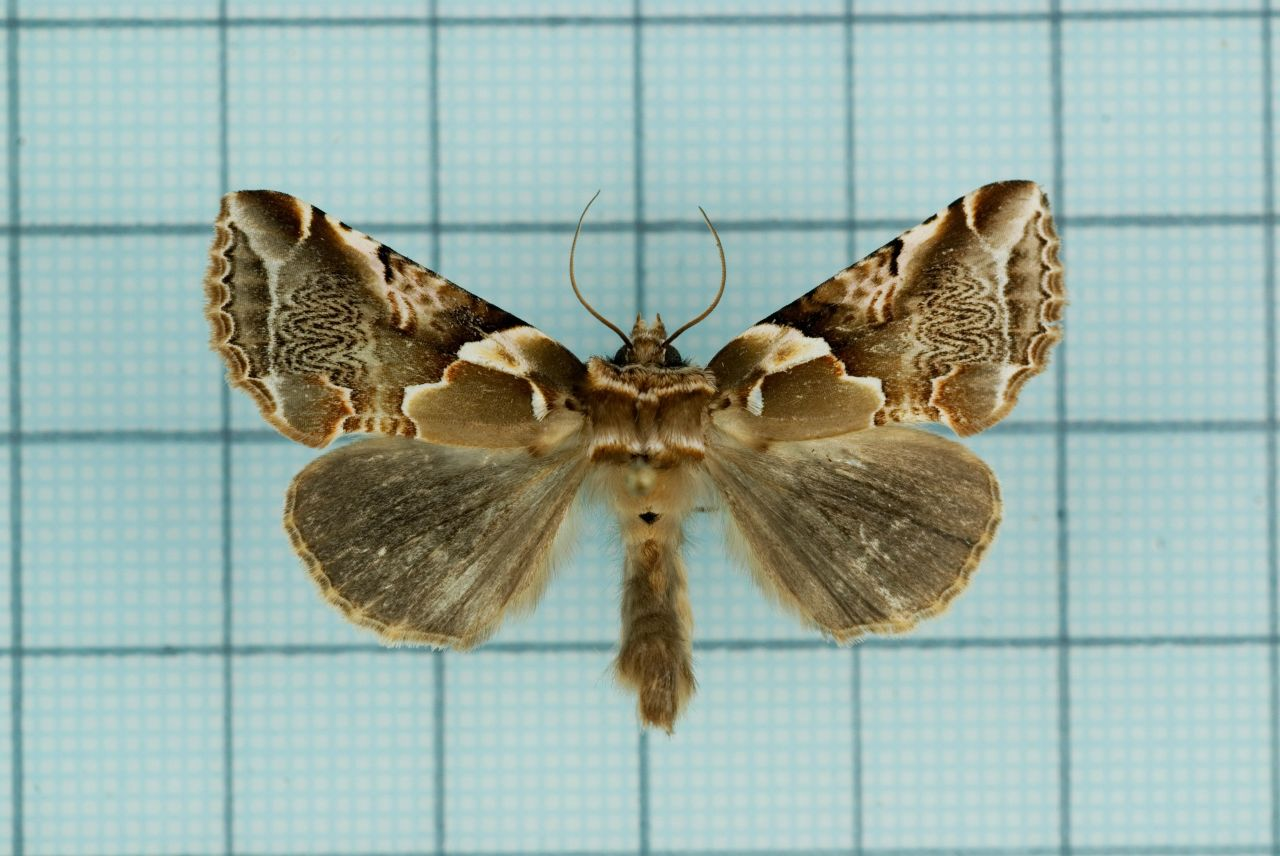
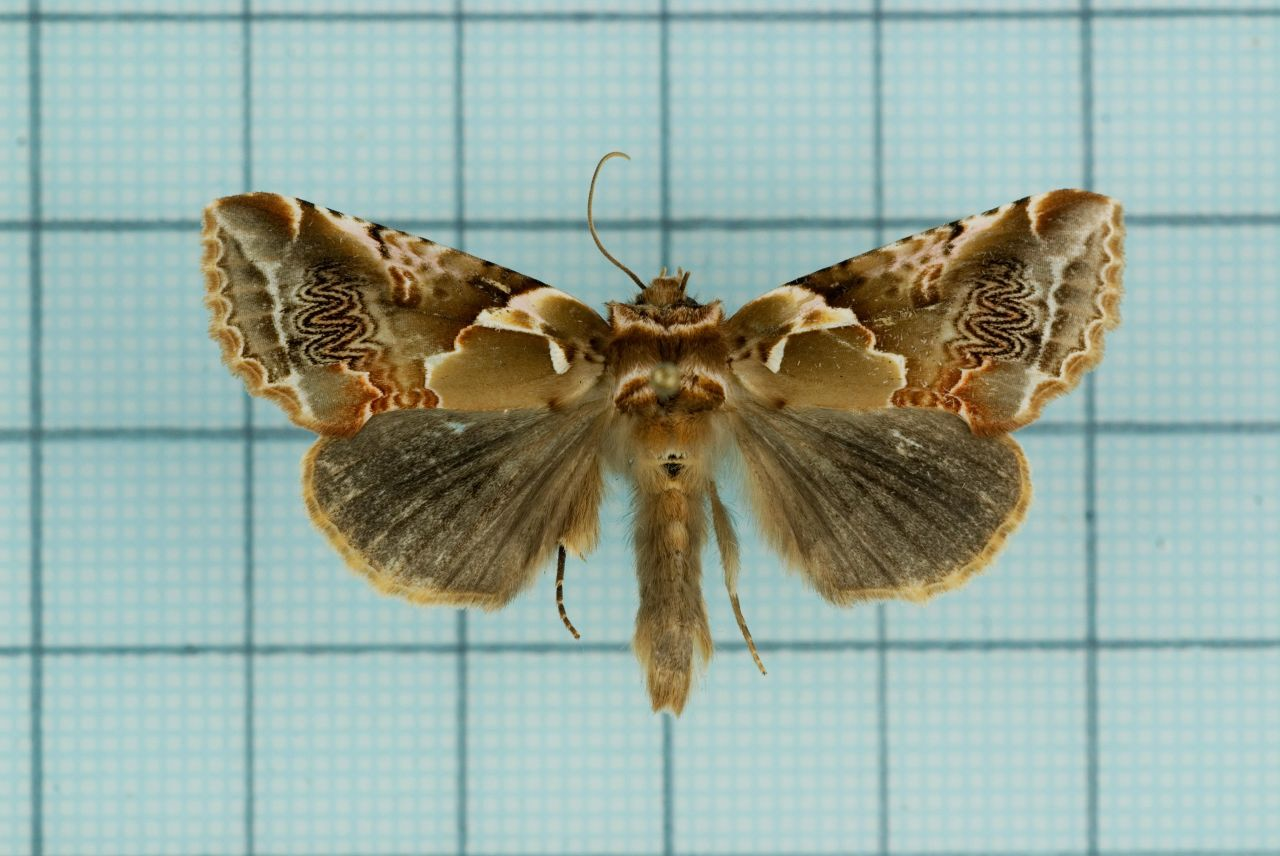
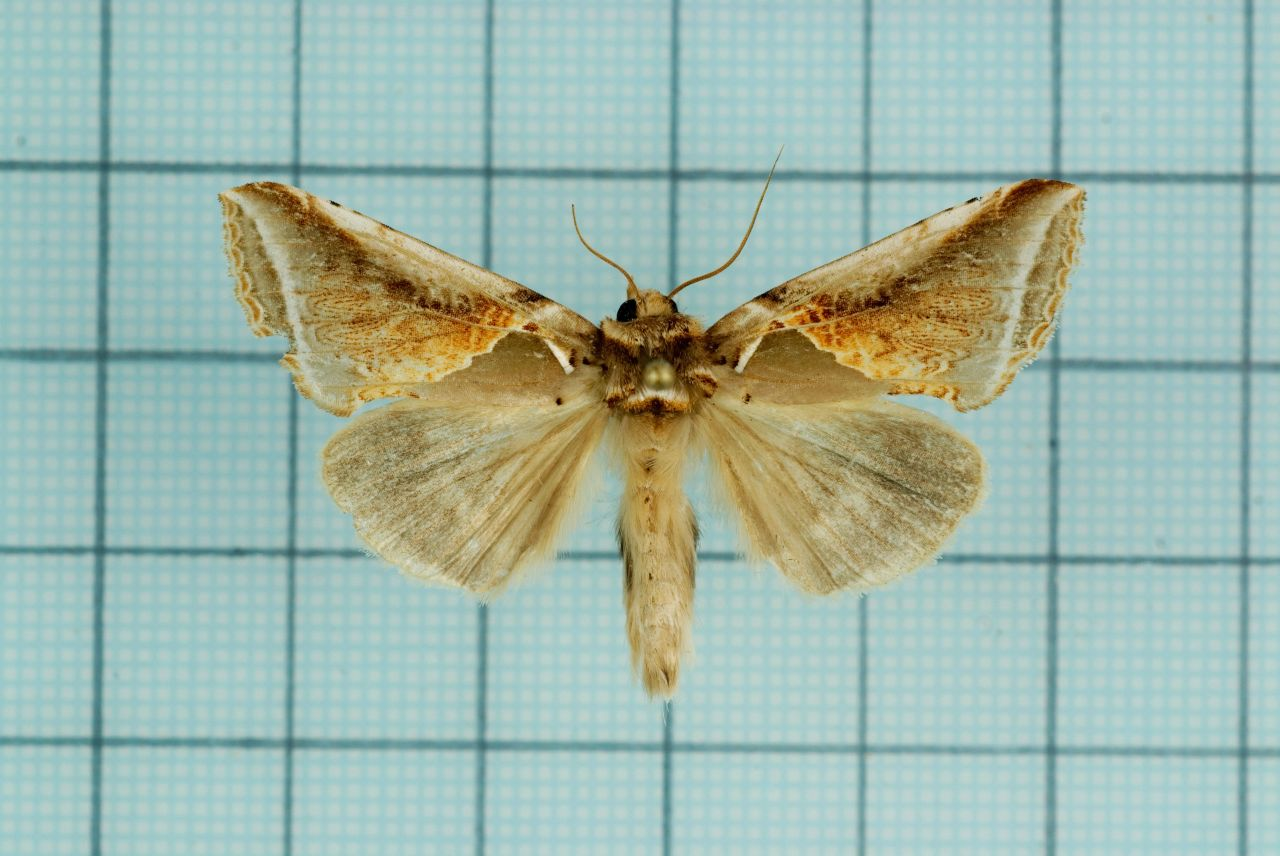
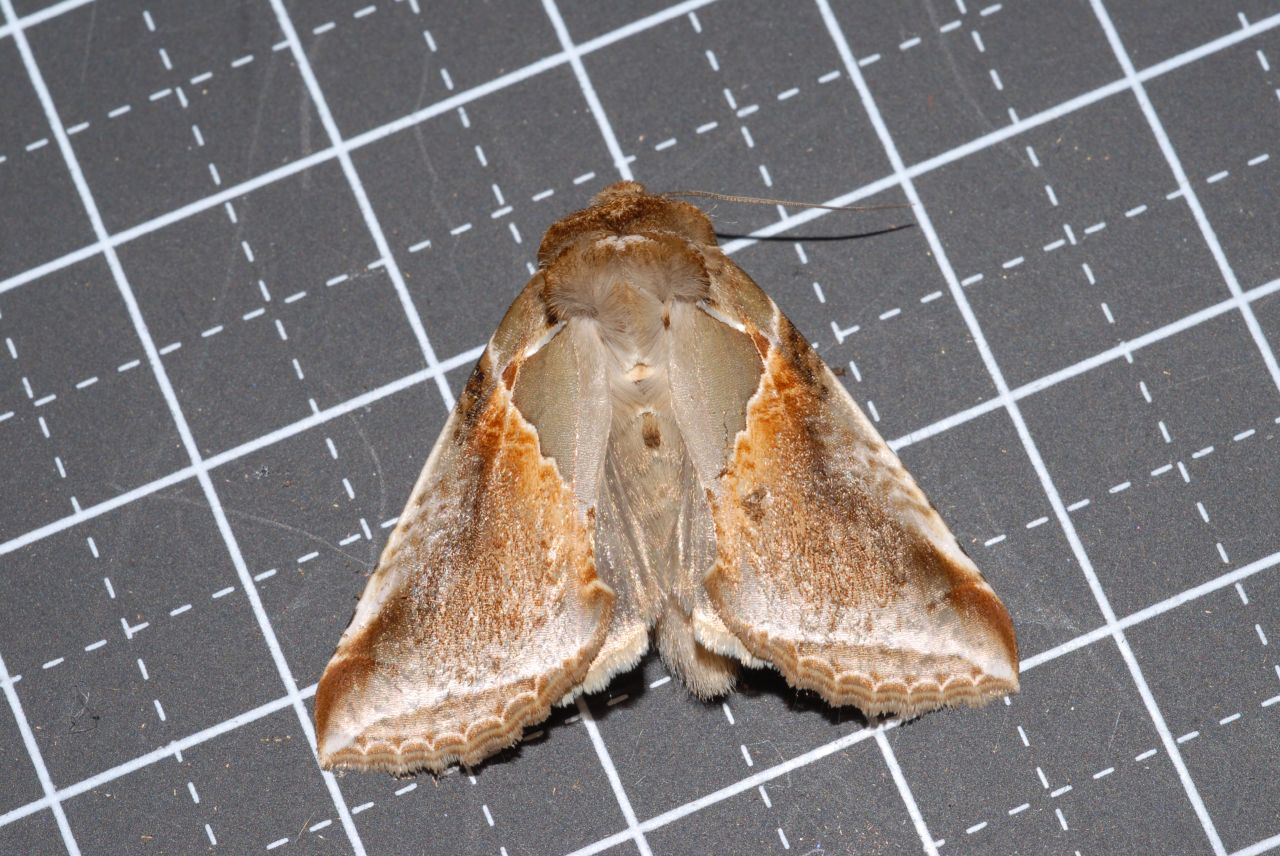
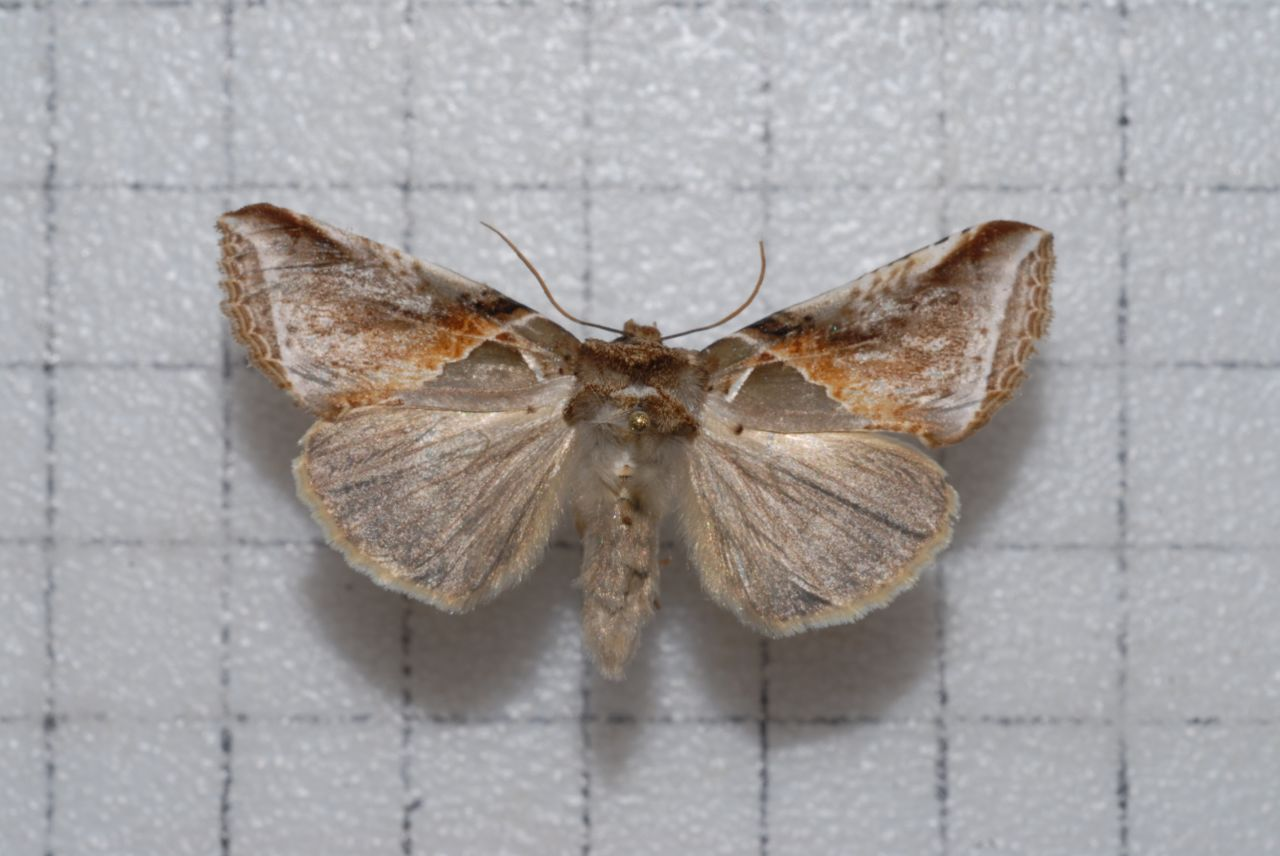
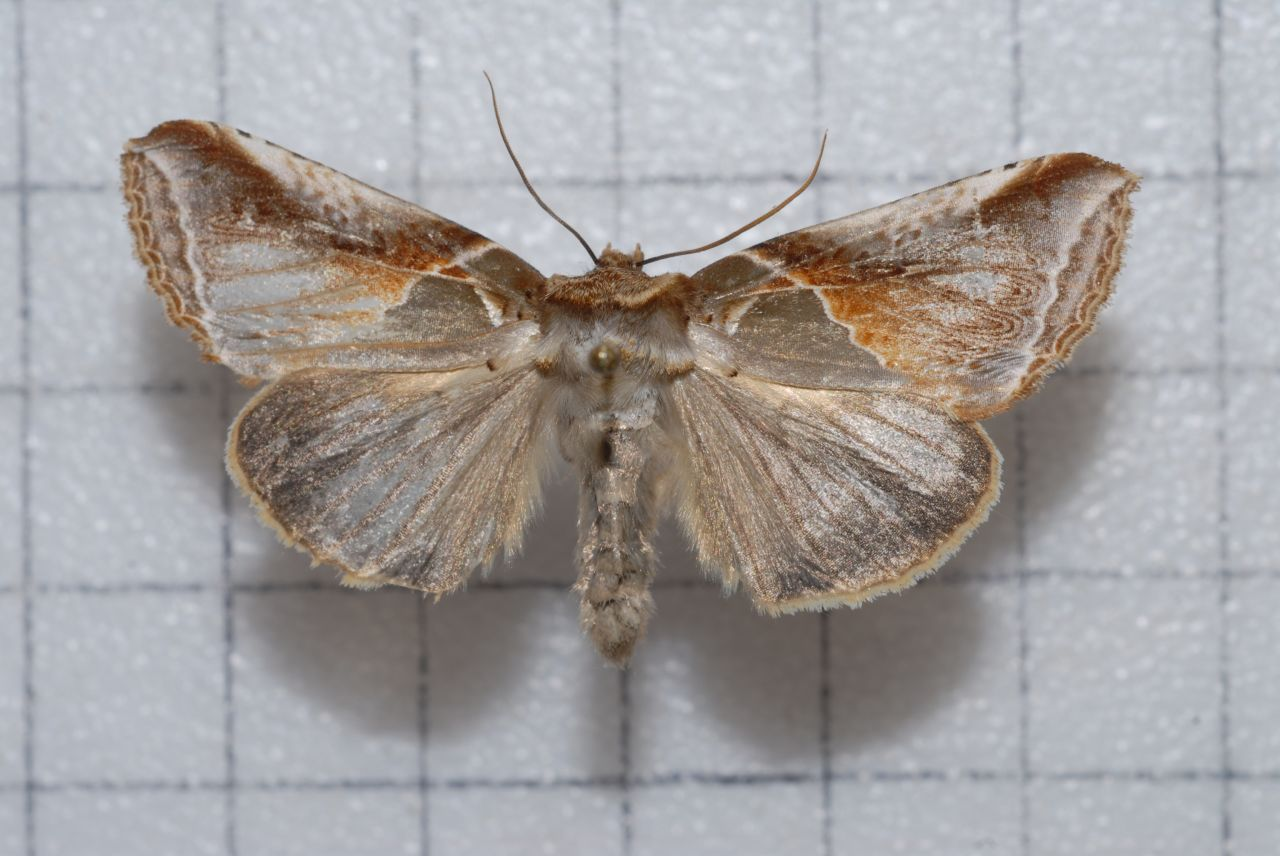

## Dottertaxa tillHabrosyne, i alfabetisk ordning[1][2]
- Habrosyne abrasa
- Habrosyne abrasoides
- Habrosyne albipuncta
- Habrosyne angulifera
- Habrosyne argenteipuncta
- Habrosyne arizonensis
- Habrosyne armata
- Habrosyne aurata
- Habrosyne aurorina
- Habrosyne brevipennis
- Habrosyne burmanica
- Habrosyne chatfeldti
- Habrosyne chekiangensis
- Habrosyne chinensis
- Habrosyne conscripta
- Habrosyne costalis
- Habrosyne delineta
- Habrosyne dentata
- Habrosyne derasa
- Habrosyne derasoides
- Habrosyne dieckmanni
- Habrosyne flavescens
- Habrosyne formosana
- Habrosyne fraterna
- Habrosyne gloriosa
- Habrosyne grisea
- Habrosyne indica
- Habrosyne intermedia
- Habrosyne japonica
- Habrosyne malaisei
- Habrosyne miranda
- Habrosyne moellendorffii
- Habrosyne nepalensis
- Habrosyne nigricans
- Habrosyne obscura
- Habrosyne ochracea
- Habrosyne pallescens
- Habrosyne plagiosa
- Habrosyne pterographa
- Habrosyne pyritoides
- Habrosyne rectangulata
- Habrosyne roseola
- Habrosyne sanguinea
- Habrosyne scripta
- Habrosyne sumatrana
- Habrosyne szechwana
- Habrosyne szechwanensis
- Habrosyne tapaishana
- Habrosyne thibetana
- Habrosyne urupina
- Habrosyne violacea